# Dimitri El Murr
Dimitri El Murr (né en 1976) est un universitaire et philosophe français, spécialiste de Platon.

## Biographie
Ancien élève de l'École normale supérieure de Paris (L 1997) et agrégé de philosophie, il soutient une thèse de doctorat en 2005 à l'université Paris-I intitulée « Contrainte et cohésion : la notion de lien dans les Dialogues de Platon ». Après avoir enseigné pendant dix ans dans cette même université comme maître de conférences, il est élu professeur à l'École normale supérieure (ENS) en 2017. Il est également membre du centre Jean-Pépin (UMR 8230), unité de recherche du CNRS dédiée en partie à l'Antiquité tardive et au néoplatonisme. Depuis le 1er janvier 2019, il est également directeur du département de philosophie de l’ENS.
Ses recherches portent sur l'Antiquité et notamment Platon, Socrate, le platonisme et le néoplatonisme. Ses thèmes de prédilection sont l'amitié et la philosophie politique.
Il fut membre junior de l'Institut universitaire de France entre 2010 et 2015 et reçut en 2014 le prix Reinach de l’Association des Études grecques pour Savoir et gouverner. Essai sur la science politique platonicienne.

## Ouvrages
- L'Amitié, choix de textes avec introduction, commentaires et glossaire, Paris, éd. GF-Flammarion, 2001.
- Aglaia, autour de Platon. Mélanges offerts à Monique Dixsaut, dirigé par A. Brancassi, D. El Murr et D. P. Taormina, Paris, éd. Vrin, 2010.
- La Mesure du savoir. Études sur le Théétète de Platon, Paris, éd. Vrin, 2013.
- The Platonic Art of Philosophy, dirigé par G. Boys-Stones, D. El Murr et Ch. Gill, Cambridge, éd. Cambridge University Press, 2013.
- Savoir et gouverner. Essai sur la science politique platonicienne, Paris, éd. Vrin, 2014.

### Traductions
- Platon. Le Politique, introduction, traduction et commentaire par M. Dixsaut, avec D. El Murr, M.-A. Gavray, A. Hasnaoui, É. Helmer, A. Larivée, A. de La Taille et F. Teisserenc, Paris, éd. Vrin, 2018.